# Catodonteri
Els catodonteris (Catodontherium) són un gènere extint de mamífers artiodàctils de la família dels anoplotèrids que visqueren a l'Europa occidental durant l'Eocè, fa entre 33,9 i 47,8 milions d'anys. Se n'han trobat restes fòssils a Espanya (incloent-hi els jaciments paleontològics de Sant Jaume de Frontanyà), França el Regne Unit i Suïssa. Llevat de la quarta (p4), tenien les dents premolars inferiors més allargades que el dacriteri, un dels seus parents propers. Se n'ha trobat molt poc material postcranial. Sembla que les potes posteriors tenien tres dits.